# Germaine Guérin
 (juillet 2025).
Motif : Quelques vieilles publicités, un entrefilet dans Le Figaro : elle a certes existé, mais où sont les sources secondaires centrées indépendantes qui répondent àà WP:CAA ?
- Archive Wikiwix
- Bing
- Cairn
- DuckDuckGo
- E. Universalis
- Gallica
- Google
- G. Books
- G. News
- G. Scholar
- Persée
- Qwant
- (zh) Baidu
- (ru) Yandex

| 1. | Préciser le motif de la pose du bandeau. | Précisez le motif de la pose du bandeau en utilisant la syntaxe suivante : {{admissibilité à vérifier\|date=août 2025\|motif=remplacez ce texte par le motif}}                       |
| 2. | Informer les utilisateurs concernés.     | Pensez à avertir le créateur de l'article, par exemple, en insérant le code ci-dessous sur sa page de discussion : {{subst:avertissement admissibilité à vérifier\|Germaine Guérin}} |

Germaine Guérin est une créatrice française de sacs à main. Elle ouvre sa première boutique dans les années 1920 au 243, rue Saint-Honoré.

## Biographie
En 1921, Germaine Guérin ouvre une boutique de sacs à main et d’accessoires en cuir située au 243, rue Saint-Honoré, dans le 1er arrondissement de Paris. Proche de la place Vendôme la boutique est située à l'épicentre de l'élégance parisienne.

## Activité

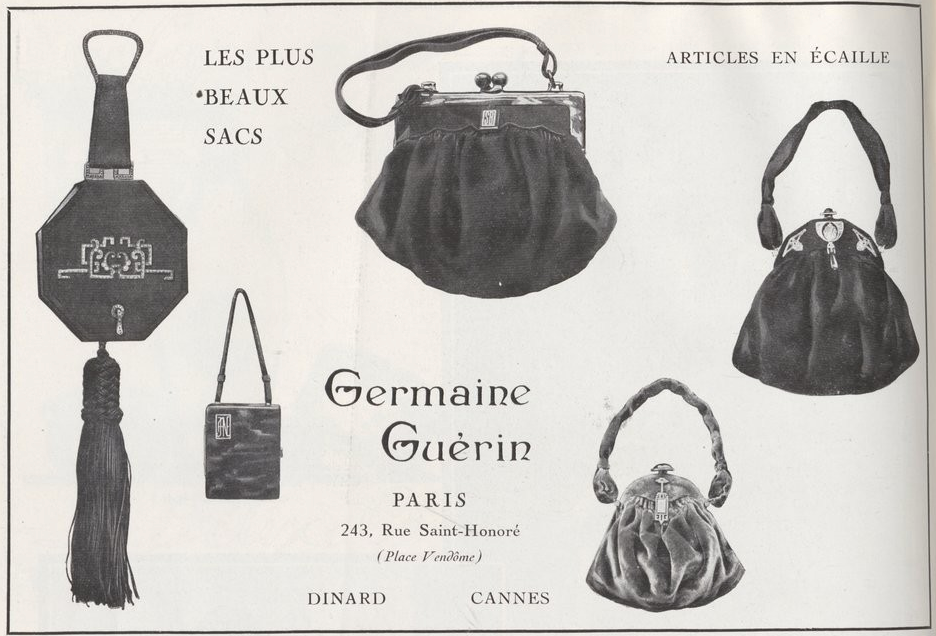
Publicité de 1923.

Les créations de Germaine Guérin se distinguent par un style alliant sobriété et raffinement, dans un esprit proche de l’Art déco naissant, comme en attestent nombre de publicités de l'époque.
En 1922, deux succursales voient le jour à Cannes et Dinard.
En 1925, la maison participe à l’Exposition internationale des Arts décoratifs et industriels modernes de Paris, événement marquant dans l’histoire du design français. En 1928, Germaine Guérin figure dans PAN, Annuaire du luxe à Paris, dirigé par Paul Poiret, aux côtés de plusieurs grandes maisons de luxe de l’époque.
Un publicitaire littéraire, Paul Reboux, écrit en 1931: «Ces sacs tous différents les uns des autres se ressemblent par une élégance hardie et sobre qui équivaut à une signature.»

## Héritage
Certains journalistes, dont Grace Coddington dans un numéro de Vogue US (2005), soulignent l'influence directe de la maison Germaine Guérin sur les premières créations de maroquinerie de Gabrielle Chanel, notamment dans le style du célèbre sac 2.55.
De nombreux sacs signés Germaine Guérin sont présents dans les collections de plusieurs musées, comme le Musée des Arts Décoratifs de Paris et le Palais Galliera, et sont régulièrement visibles en ventes aux enchères.
Geneviève Dariaux, dans son ouvrage Elegance de 1964, écrit : « Bien que je sois loin d’être riche, j’achète mes sacs à main depuis des années chez Hermès, Germaine Guérin et Roberta. Et, sans exception, j’ai fini par donner tous les petits sacs fantaisie bon marché que je trouvais irrésistibles au début ».